# 크린랲
크린랲은 동명의 랩(Wrap)을 생산하는 대한민국의 기업이다. 자회사로 2020년 인수한 알이배터리가 있다.